# 1378年
| 千纪： | 2千纪 |
| 世纪： | 13世纪 \| 14世纪 \| 15世纪                                                                                 |
| 年代： | 1340年代 \| 1350年代 \| 1360年代 \| 1370年代 \| 1380年代 \| 1390年代 \| 1400年代                           |
| 年份： | 1373年 \| 1374年 \| 1375年 \| 1376年 \| 1377年 \| 1378年 \| 1379年 \| 1380年 \| 1381年 \| 1382年 \| 1383年 |
| 纪年： | 戊午年（马年）；明洪武十一年；北元宣光八年；越南昌符二年；日本南朝天授四年，北朝永和四年                   |

## 大事记
- 4月9日——在教宗格雷戈里十一世去世後，以及羅馬騷亂要求選出新教宗皇，主要是法國人的樞機主教選舉教宗烏爾巴諾六世為第202任教宗。
- 5月13日——脫古思帖木兒即位北元第三位君主、第十七位蒙古大汗。
- 8月11日——莫斯科公國大公德米特里·顿斯科伊在沃扎河戰役擊敗金帳汗國權臣馬麥，是俄國人對金帳汗國軍隊第一次大勝利。
- 9月20日——不滿教宗烏爾巴諾六世對他們的批評態度，大多數樞機主教在豐迪會面，選舉克萊門特七世為對立教宗，並在阿維尼翁建立一個競爭的的教宗法庭。天主教會內部的這次分裂被稱為西方分裂，共歷時39年，直到1417年結束。
- 11月10日——哈雷彗星的預計出現日期。
- 明军攻汶川土司。
- 足利義滿將據點移到京都的室町豪宅「花之御所」。
- 威尼斯共和國和熱那亞共和國在各自盟友米蘭和匈牙利的支持下爆發基奧賈戰爭。
- 土庫曼人在安納托利亞東部建立白羊王朝。
- 金帳汗國的攝政馬麥派遣韃靼王公聯合立陶宛大公國和梁贊，進攻企圖脫離蒙古人統治的莫斯科大公國。

## 出生
- 明仁宗朱高炽
- 朱㮵，朱元璋第十六子
- 朱权，朱元璋第十七子
- 孝愍让皇后，明朝建文帝朱允炆的皇后。

## 逝世
- 5月10日——元昭宗，本名愛猷識理達臘，元順帝妥懽帖睦爾之子，北元第二位君主、第十六位蒙古大汗。
- 3月27日——額我略十一世，羅馬教皇。
- 11月29日——查理四世于布拉格（生于1316年，62岁）